# Rafael Heredia
Rafael Heredia Velasco (n. Tonila, Jalisco; 24 de octubre de 1913 - f. Ciudad de Colima; 28 de abril de 1999) fue un pintor y dibujante mexicano.
Desde muy pequeño radicó en Villa de Álvarez. Desde su adolescencia descubrió su inclinación por las artes plásticas. En 1966 obtuvo el título de profesor en el Instituto Federal de Capacitación Magisterial. Sus cuadros se montaron en exposiciones en ciudades de México y de otros países. Durante los cincuenta, decidió dejar de pintar y se dedicó a la enseñanza de las artes. Fue maestro de grandes y prestigiosos  pintores colimenses, como Alberto Isaac, Jorge Chávez Carrillo, Federico Cárdenas Barajas, José Flores Alcaraz y Alejandro Rangel Hidalgo a quien formó a instancia de su madre, Concepción Hidalgo.
El 20 de noviembre de 1970 fundó el Jardín del Arte "Juan de Arrué" en Villa de Álvarez, donde regaló a artesanos y artistas un terreno localizado en el hoy centro de la vecina población, el cual lotificó y obsequió. Pintó las vírgenes de algunos templos católicos en el Estado como la virgen de Guadalupe en Catedral y la virgen de la Señora de la Salud. 
Fallecido en el año 1999, antes de ser sepultado el artista recibió un homenaje póstumo en las instalaciones del Ayuntamiento de Villa de Álvarez.